# Xylaria albisquamula
Xylaria albisquamula är en svampart som beskrevs av F. San Martín, J.D. Rogers & P. Lavín 2001. Xylaria albisquamula ingår i släktet Xylaria,  och familjen kolkärnsvampar.   Inga underarter finns listade.